# I liga 2005-2006 (calcio a 5)
Il Campionato polacco di calcio a 5 2005-2006 è stato il dodicesimo campionato polacco di calcio a 5, disputato nella stagione 2005/2006 e che ha visto imporsi per la quarta volta il Clearex Chorzów.
| Pos | Squadra                | Pti | G  | V  | N | P  | GF  | GS  |
| --- | ---------------------- | --- | -- | -- | - | -- | --- | --- |
| 1   | Clearex Chorzów        | 58  | 22 | 19 | 1 | 2  | 106 | 45  |
| 2   | Holiday Skiba Chojnice | 43  | 22 | 13 | 4 | 5  | 91  | 64  |
| 3   | Siemianowice Śląskie   | 37  | 22 | 11 | 4 | 7  | 102 | 76  |
| 4   | P.A. Nova Gliwice      | 37  | 22 | 11 | 4 | 7  | 62  | 61  |
| 5   | Radan Gliwice          | 34  | 22 | 10 | 4 | 8  | 89  | 102 |
| 6   | Akademia Poznań        | 31  | 22 | 8  | 7 | 7  | 92  | 83  |
| 7   | Jango Myslowice        | 28  | 22 | 9  | 1 | 12 | 62  | 76  |
| 8   | Kupczyk Kraków         | 23  | 22 | 6  | 5 | 11 | 68  | 72  |
| 9   | Pogoń Stettino         | 23  | 22 | 6  | 5 | 11 | 64  | 84  |
| 10  | Grembach Lodz          | 22  | 22 | 6  | 4 | 12 | 65  | 89  |
| 11  | Marex Chorzów          | 20  | 22 | 6  | 2 | 14 | 78  | 97  |
| 12  | Rekord Bielsko-Biała   | 19  | 22 | 6  | 1 | 15 | 62  | 92  |